# Ramsey Lewis
Ramsey Lewis (Chicago, 27 de mayo de 1935-Chicago, 12 de septiembre de 2022) fue un pianista y compositor estadounidense de jazz funk.

## Biografía
Comenzó sus lecciones de piano con cuatro años. Bajo la dirección de Dorothy Mendelsohn, a quien Lewis atribuyó una gran influencia sobre su desarrollo temprano, el pianista descubrió la obra de compositores clásicos como Bach, Chopin, Haydn, Brahms o Beethoven. Con 15 años descubrió el jazz de la mano de Duke Ellington, Art Tatum o Meade Lux Lewis y se unió a The Cleffs, un septeto de músicos aficionados a esta música de la que emergió el Ramsey Lewis Trio, que contaba con el bajista Eldee Young y el baterista Redd Holt además del propio Lewis. La banda editó sus primeros discos a mediados de la década de 1950, y una década más tarde el músico consiguió una enorme popularidad con su tema Something You Got. Desde entonces editó un buen número de grabaciones bajo su nombre —casi siempre en formación de trío— no sólo en el ámbito del jazz, sino también bajo ámbitos estilísticos más comerciales.
Además de su actividad discográfica, dirigió y presentó varios programas de radio y colaboró en la organización de diversos festivales de jazz. En 2003 formó LSRMedia, un sello independiente codirigido por Larry Rosen (fundador de GRP Records y Lee Rosenberg. En 2005 creó la Ramsey Lewis Foundation con el objetivo de facilitar la escolarización de los jóvenes, pero Lewis suspendió el programa tres años más tarde por problemas de salud. También a partir de 2005 inició una serie de composiciones de gran formato (trío y ballet o trío y cuarteto de cuerdas) que exhibió en distintos festivales.
El 12 de septiembre de 2022 el ganador de 3 Grammy murió tranquilmente en su casa de Chicago según comunicó su familia a través de una nota.

## Estilo y valoración
Como George Benson, Ramsey Lewis tenía un indudable talento para el jazz que fue al menos parcialmente eclipsado por el enorme éxito comercial que  conquistó a lo largo de su larga carrera. A menudo subestimado por los críticos, el hábil piano de Lewis se caracterizó por un toque suave y a menudo repetitivo, que recuerda sus raíces gospel. Wade in the Water (1965), el disco que contenía The in Crowd fue un clamoroso éxito de público y de ventas, y desde entonces la mayoría de su producción no estaría dirigida a una audiencia de jazz, sino de funk y de pop. A través de los constantes cambios de formación en su trío pasaron músicos como Max Roach, Lem Winchester o Maurice White, el futuro fundador de Earth Wind & Fire.

## Discografía
| Álbum                                                                      | Fecha   |
| -------------------------------------------------------------------------- | ------- |
| Ramsey Lewis and his Gentle-men of Swing                                   | 1956    |
| Ramsey Lewis and his Gentle-men of Jazz                                    | 1958    |
| Lem Winchester and the Ramsey Lewis Trio                                   | 1958    |
| Down to Earth (The Ramsey Lewis Trio Plays Music from the Soil)            | 1959    |
| An Hour with the Ramsey Lewis Trio                                         | 1959    |
| Early in the Morning (Lorez Alexandria with The Ramsey Lewis Trio)         | 1960    |
| Stretching Out                                                             | 1960    |
| The Ramsey Lewis Trio in Chicago                                           | 1960    |
| More Music From the Soil                                                   | 1961    |
| Never on Sunday                                                            | 1961    |
| Sounds of Christmas                                                        | 1961    |
| The Sound of Spring                                                        | 1962    |
| Country Meets the Blues                                                    | 1962    |
| Bossa Nova                                                                 | 1962    |
| Pot Luck                                                                   | 1963    |
| Barefoot Sunday Blues                                                      | 1963    |
| Bach to the Blues                                                          | 1964    |
| The Ramsey Lewis Trio at the Bohemian Caverns                              | 1964    |
| More Sounds of Christmas                                                   | 1964    |
| You Better Believe Me (The Ramsey Lewis Trio with Jean DuShon)             | 1965    |
| The In Crowd                                                               | 1965    |
| Hang on Ramsey! (Live at the Lighthouse Café, Hermosa Beach, California)   | 1965    |
| Choice! The Best of the Ramsey Lewis Trio (Compilation 1962-64)            | 1965    |
| Wade in the Water                                                          | 1966    |
| The Movie Album                                                            | 1966    |
| The Groover (Live at the Lighthouse Café, Hermosa Beach, California)       | 1966    |
| Hang on Sloopy                                                             | 1966    |
| Goin' Latin                                                                | 1967    |
| Dancing in the Street                                                      | 1967    |
| Up Pops Ramsey                                                             | 1967    |
| Greatest Sides, Vol. 1                                                     | 1964-67 |
| Maiden Voyage                                                              | 1968    |
| Mother Nature's Son                                                        | 1968    |
| Live in Tokyo                                                              | 1968    |
| Solid Ivory (His Greatest Hits)                                            | 1963-68 |
| Another Voyage                                                             | 1969    |
| The Piano Player                                                           | 1969    |
| The Best of Ramsey Lewis                                                   | 1970    |
| Them Changes                                                               | 1970    |
| Back to the Roots                                                          | 1971    |
| Upendo Ni Pamoja                                                           | 1972    |
| Funky Serenity                                                             | 1973    |
| Newly Recorded . . . Golden Hits                                           | 1973    |
| Solar Wind                                                                 | 1974    |
| Sun Goddess                                                                | 1974    |
| Don't It Feel Good                                                         | 1975    |
| alongo                                                                     | 1976    |
| Love Notes                                                                 | 1977    |
| Tequila Mockingbird                                                        | 1977    |
| Legacy                                                                     | 1978    |
| Ramsey                                                                     | 1979    |
| Routes                                                                     | 1980    |
| Best of Ramsey Lewis                                                       | 1981    |
| Blues for the Night Owl                                                    | 1981    |
| Three Piece Suite                                                          | 1981    |
| Live at the Savoy                                                          | 1982    |
| Chance Encounter                                                           | 1982    |
| Les Fleurs                                                                 | 1983    |
| Reunion                                                                    | 1983    |
| The Two of Us (con Nancy Wilson)                                           | 1984    |
| Fantasy                                                                    | 1985    |
| Keys To The City                                                           | 1987    |
| A Classic Encounter                                                        | 1988    |
| We Meet Again (con Billy Taylor)                                           | 1989    |
| Urban Renewal                                                              | 1989    |
| Electric Collection                                                        | 1991    |
| This is Jazz #27                                                           | 1991    |
| Ivory Pyramid                                                              | 1992    |
| Sky Islands                                                                | 1993    |
| Urban Knights I                                                            | 1995    |
| Between the Keys                                                           | 1996    |
| Urban Knights II                                                           | 1997    |
| Dance of the Soul                                                          | 1998    |
| Appassionata                                                               | 1999    |
| Urban Knights III                                                          | 2000    |
| Ramsey Lewis's Finest Hour                                                 | 2000    |
| Urban Knights IV                                                           | 2001    |
| Meant to Be (con Nancy Wilson)                                             | 2002    |
| 20th Century Masters - The Millennium Collection: The Best of Ramsey Lewis | 2002    |
| Urban Knights V                                                            | 2003    |
| Simple Pleasures (con Nancy Wilson)                                        | 2003    |
| Time Flies                                                                 | 2004    |
| Urban Knights VI                                                           | 2005    |
| With One Voice                                                             | 2005    |
| The Best of Urban Knights                                                  | 2005    |
| The Very Best of Ramsey Lewis                                              | 2006    |
| Mother Nature's Son                                                        | 2007    |
| Songs from the Heart: Ramsey Plays Ramsey                                  | 2009    |